# Кирило Розумовський (срібна монета)
«Кири́ло Розумо́вський» — срібна пам'ятна монета номіналом 10 гривень, випущена Національним банком України, присвячена останньому гетьману Лівобережної України графу Кирилу Розумо́вському (1728—1803 роки) — широко освіченій людині, президенту Петербурзької академії наук, фельдмаршалу, камергеру і сенатору. За часів його гетьманства було здійснено судову та військову реформи, проведено перепис населення, відстоювалися старовинні українські права та привілеї.
Монету введено в обіг 27 листопада 2003 року. Вона належить до серії «Герої козацької доби».

## Опис монети та характеристики
| Номінал грн. | Метал            | Маса, г      | Діаметр, мм | Якість виготовлення | Гурт     | Тираж, штук |
| ------------ | ---------------- | ------------ | ----------- | ------------------- | -------- | ----------- |
| 10           | срібло 925 проби | 31,1 / 33,62 | 38,6        | пруф                | рифлений | 3 000       |

### Аверс
На аверсі монети зображена одна для всієї серії композиція, що відображає національну ідею Соборності України: з обох боків малого Державного герба України розміщені фігури архістратига Михаїла і коронованого лева — герби міст Києва та Львова. Навколо зображення розміщені стилізовані написи, розділені бароковим орнаментом: «УКРАЇНА», «10 ГРИВЕНЬ», «2003», позначення та проба металу — Ag 925 і його вага у чистоті — 31,1.

### Реверс

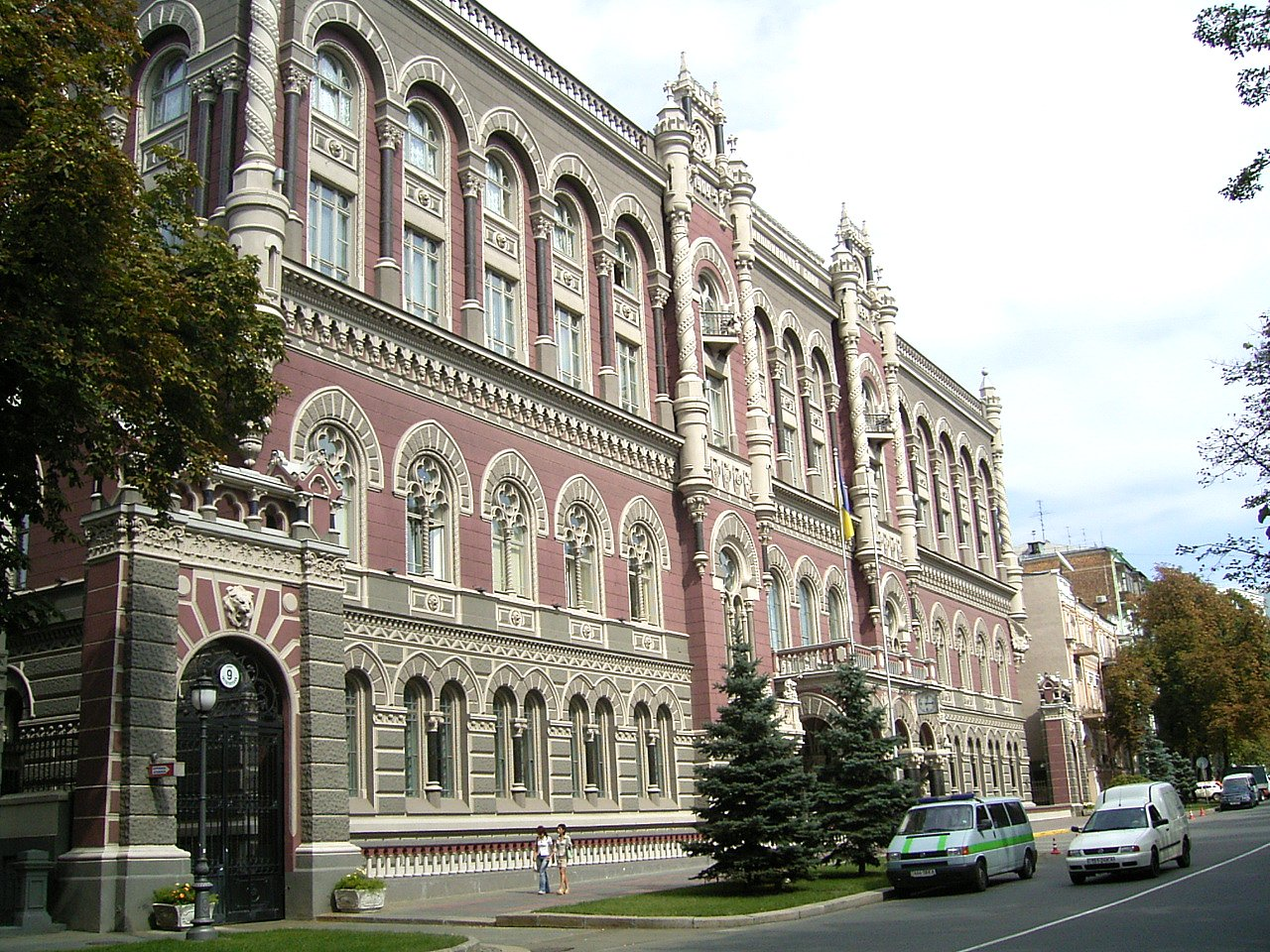
Будівля Національного банку України

На реверсі монети в намистовому колі в центрі зображено поясний портрет Кирила Розумовського, ліворуч — його герб, на другому плані праворуч — собор Різдва Богородиці в Козельці. Між зовнішнім кантом монети і намистовим колом угорі розміщено стилізований напис «КИРИЛО РОЗУМОВСЬКИЙ», унизу — роки життя «1728—1803».

## Автори
- Художники: Івахненко Олександр, Іваненко Святослав.
- Скульптори: Новаковськи Анджей, Іваненко Святослав.

## Вартість монети
Ціна монети — 575 гривень була вказана на сайті Національного банку України в 2012 році.
Фактична приблизна вартість монети, з роками змінювалася так:
| Рік        | 2010  | 2011  | 2012  | 2013  | 2014  | 2015  | 2016  | 2017  | 2018  | 2019  | 2020  | 2021  | 2022  | 2023  | 2024  | 2025  |
| ---------- | ----- | ----- | ----- | ----- | ----- | ----- | ----- | ----- | ----- | ----- | ----- | ----- | ----- | ----- | ----- | ----- |
| Ціна, грн. | 1 700 | 1 600 | 1 600 | 1 600 | 1 250 | 2 500 | 1 500 | 2 100 | 1 800 | 2 050 | 2 000 | 2 200 | 2 350 | 3 800 | 6 800 | 7 000 |